# Cancionero de Baena

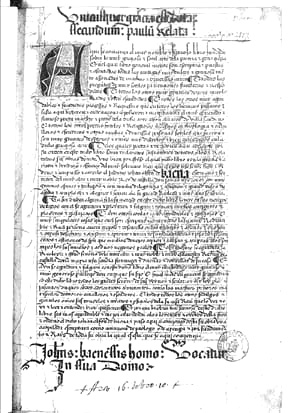
Immagine in bianco e nero del primo foglio del Cancionero.

Il Cancionero de Baena (Canzoniere di Baena) venne compilato tra il 1426 e il 1430 dal marrano Juan Alfonso de Baena per Giovanni II di Castiglia, e in una seconda fase nel 1445, quando fu presentato alla Corte nel mese di febbraio; in seguito tuttavia subì ulteriori modifiche, tanto che la composizione più tardiva databile risale al 1449. Il suo titolo completo è Cancionero de poetas antiguos que fizo é ordenó e compuso é acopiló el judino Johan Alfon de Baen.
Esso comprende 576 composizioni di 56 poeti che scrissero a cominciare dal 1360 in avanti, ognuno dei quali con una breve introduzione. Nel prologo viene elogiato il valore della parola e l'arte della poesia. Nel Cancionero vi sono composizioni di poeti quali:
- Pero Ferrús
- Juan Rodríguez de la Cámara

L'opera venne per la prima volta pubblicata a Madrid nel 1851.

## Fonti
- (ES) SpanishArts.com. URL consultato il 25 agosto 2010 (archiviato dall'url originale il 30 marzo 2013).
- (EN) JewishEncyclopedia.com.